# Ajaigarh (Staat)
Ajaigarh (auch Ajaygarh) war ein Fürstenstaat der Central India Agency in der Region Bundelkhand von Britisch-Indien im heutigen Bundesstaat Madhya Pradesh; Hauptstadt war der Ort Ajaigarh.
Das Fürstentum der Bundela-Rajputen wurde 1765 von Guman Singh, einem Neffen des Raja von Jaitpur, das seinerseits bis 1731 zu Panna gehört hatte, gegründet. Ajaigarh war 1807–1947 britisches Protektorat und stand 1855–1859 unter direkter britischer Verwaltung. Raja Ranjor Singh (1859–1919) wurde 1877 zum Maharaja erhoben.
Ajaigarh hatte 1901 eine aus zwei Teilen bestehende Fläche von 2077 km² und 78.000 Einwohner. Am 4. April 1948 schloss sich der Maharaja der Fürstenunion Vindhya Pradesh an und vollzog am 1. Januar 1950 den Anschluss an Indien. Am 1. November 1956 wurden alle Fürstenstaaten aufgelöst und Vindhya Pradesh dem Bundesstaat Madhya Pradesh einverleibt.